# John Wodehouse (3e comte de Kimberley)
John "Jack" Wodehouse, 3e comte de Kimberley, né le 11 novembre 1883 dans le village de Witton dans le comté du Norfolk et mort le 16 avril 1941 à Westminster, est un homme politique britannique et champion olympique de polo.

## Biographie
Son père John Wodehouse, 2e comte de Kimberley, tout comme son père avant lui, est un propriétaire terrien dans le Norfolk, et un membre du Parti libéral. Comme son père et son grand-père, Jack Wodehouse est éduqué au prestigieux Eton College. Il est ensuite étudiant au Trinity Hall de l'université de Cambridge, et membre de l'équipe de polo de l'université. Celle-ci est battue par l'équipe de l'université d'Oxford lors de leur traditionnelle rencontre en 1903, mais Jack Wodehouse, devenu capitaine d'équipe, mène Cambridge à la victoire face à sa rivale en 1904 et 1905. Aux élections législatives de 1906, qui donnent une large victoire aux Libéraux, il est élu député libéral de la circonscription de Mid Norfolk à la Chambre des communes, à l'âge de seulement 22 ans,. 
Avec le club de Hurlingham dont il est membre, il prend part à l'épreuve de polo aux Jeux olympiques de 1908 à Londres. L'épreuve n'est disputée que par trois équipes, toutes britanniques, et celle de Jack Wodehouse obtient la médaille d'argent. Il est ainsi l'un des deux seuls députés britanniques à avoir remporté une médaille olympique durant son mandat à la Chambre des communes, l'autre étant le conservateur John Gretton, champion de voile en 1900. Wodehouse ne se représente pas aux élections législatives de 1910, ni aux Jeux olympiques de 1912 où il n'y a pas d'épreuve de polo. Durant la Première Guerre mondiale, il est déployé comme membre du 16e régiment de Lanciers, et est décoré de la Croix militaire britannique, de la Croix de guerre française et de la Croix du Mérite de la guerre italienne. Après la Guerre, il est adjoint au directeur de cabinet du Secrétaire d'État aux Colonies, Winston Churchill.
Il prend part pour la seconde et dernière fois aux Jeux olympiques en 1920, à Anvers. L'équipe britannique est cette fois sacrée championne, battant le pays hôte 8-3, puis l'Espagne 13-11 en finale. À 36 ans, Jack Wodehouse est le plus jeune membre de l'équipe victorieuse. En 1925 il est fait commandeur de l'ordre de l’Empire britannique. En 1932, à la mort de son père, il hérite du titre de comte de Kimberley et d'un siège à la Chambre des lords. Il ne s'y rend que rarement, demeurant pour l'essentiel sur ses terres dans le Norfolk, mais c'est à Londres qu'il est tué en avril 1941 par un bombardement allemand durant le Blitz.